# European Rugby Champions Cup
Der European Rugby Champions Cup (ERCC, durch Sponsoringvertrag als Investec Champions Cup bekannt) ist der höchste Europapokal-Wettbewerb in der Sportart Rugby Union. Teilnahmeberechtigt sind die besten Vereinsmannschaften und Regionalteams aus England, Frankreich, Irland, Italien, Schottland und Wales. Die Teams qualifizieren sich über die Endplatzierungen in ihren jeweiligen Ligen (Premiership Rugby, Top 14 und United Rugby Championship) oder über den Gewinn des EPCR Challenge Cup. Organisiert wird der Wettbewerb von der Vermarktungsgesellschaft European Professional Club Rugby (EPCR) mit Sitz in Lausanne.
Von 1995 bis 2014 war der Wettbewerb unter dem Namen Heineken Cup bekannt und wurde von der Organisation European Rugby Cup durchgeführt. Nach Meinungsverschiedenheiten zwischen den Anteilseignern über die Struktur und die Leitung des Wettbewerbs wurde er von EPCR übernommen und sein Name in European Rugby Champions Cup ohne Titelsponsoring geändert.
In der Saison 2021/22 werden die Spiele des Wettbewerbs auf More Than Sports TV in Deutschland, Österreich und der Schweiz übertragen.

## Modus

### Qualifikation
Die 20 Startplätze im European Rugby Champions Cup (im Heineken Cup waren es 24) werden unter den sieben beteiligten Nationen wie folgt verteilt:
- Frankreich: die 6 bestplatzierten Teams der Top 14
- England: die 6 bestplatzierten Teams Premiership Rugby
- Italien, Irland, Schottland, Wales und Südafrika: die 7 bestplatzierten Teams der United Rugby Championship (seit 2017 kein garantierter Startplatz mehr für alle Länder)

Der 20. Startplatz wird seit der Saison 2018/19 wie folgt ermittelt:
- Titelverteidiger des Champions Cup, falls nicht bereits qualifiziert
- Letztjähriger Gewinner des EPCR Challenge Cup, falls nicht bereits qualifiziert
- Letztjähriger Finalist des EPCR Challenge Cup, falls noch nicht qualifiziert (oder der Gewinner eines Playoffs zwischen den Halbfinalisten, wenn beide noch nicht qualifiziert sind)
- Ranghöchster nicht qualifizierter Verein aufgrund der Ligaposition aus derselben Liga wie der Titelverteidiger des Champions Cup

Teams der beteiligten Ligen, die sich nicht für den European Rugby Champions Cup qualifiziert haben, nehmen an der EPCR Challenge Cup teil.

### Gruppenphase und Viertelfinale
Es werden fünf Gruppen mit je vier Teams gebildet, basierend auf den Ergebnissen der entsprechenden Ligen der Vorsaison. Jedes Team spielt je ein Heim- und ein Auswärtsspiel gegen alle Gruppengegner. Für einen Sieg gibt es vier Punkte, für ein Unentschieden zwei Punkte. Jeweils einen Bonuspunkt gibt es, wenn ein Spiel mit weniger als sieben Punkten Differenz verloren wird oder das Team mindestens vier Versuche erzielt. Die fünf Gruppensieger und die drei besten Gruppenzweiten ziehen in die K.-o.-Runde ein.
Die acht Viertelfinalteilnehmer werden aufgrund einer Setzliste einander zugelost: Gruppensieger sind entsprechend den Ergebnissen der Gruppenphase auf den Plätzen 1–5 klassiert, Gruppenzweite auf den Plätzen 6–8. Es spielen somit der Erste gegen den Achten, der Zweite gegen den Siebten, der Dritte gegen den Sechsten und der Vierte gegen den Fünften. Die vier besten Teams genießen im Viertelfinale Heimrecht. Die Viertelfinalsieger tragen die beiden Halbfinale aus, wobei die Begegnungen durch den Organisator EPCR ausgelost werden. Das Finale findet im Mai an einem vorher festgelegten Ort statt.

## Geschichte

Früheres Logo

Der Heineken Cup wurde im Sommer 1995 auf Anregung der Kommission der damaligen Five Nations ins Leben gerufen, um einen neuen grenzüberschreitenden Wettbewerb für Profiteams zu ermöglichen. Die Durchführung lag in den Händen der Vermarktungsorganisation European Rugby Cup (ERC) mit Sitz in Dublin, als Titelsponsor konnte Heineken gewonnen werden. Aufgrund strengerer Alkoholwerbegesetze trug der Wettbewerb in Frankreich den Namen H Cup. Zwölf Teams aus Frankreich, Irland, Italien, Rumänien und Wales ermittelten in vier Dreiergruppen die Halbfinalteilnehmer. Die erste Begegnung zwischen Stade Toulousain und Farul Constanța am 31. Oktober 1995 endete mit 54:10. Stade Toulousain setzte sich im ersten Finale, das am 6. Januar 1996 in Cardiff ausgetragen wurde, mit 21:18 nach Verlängerung gegen den Cardiff RFC durch.
Teams aus England und Schottland waren ab der folgenden Saison 1996/97 beteiligt, Teams aus Rumänien wegen des geringen Leistungsniveaus jedoch nicht mehr. Der Wettbewerb umfasste nun 20 Teams in vier Fünfergruppen. Für jene Mannschaften, die sich nicht für den Heineken Cup qualifizieren konnten, wurde der zweistufige European Challenge Cup eingeführt. Ab der Saison 1997/98 gab es fünf Vierergruppen, sodass nun in der Vorrunde jedes Team je einmal zuhause und auswärts auf die Gegner traf. In der Saison 1998/99 fehlten die englischen Teams, da sich der englische Verband Rugby Football Union mit den Organisatoren bezüglich Spieldaten und Finanzen nicht hatte einigen können. Beteiligt waren deshalb 16 Teams in vier Vierergruppen. Auf die Saison 1999/2000 hin kehrten die englischen Teams in den Wettbewerb zurück, womit auch der bisherige Modus wieder galt. Ab 2002 qualifizierte sich der Sieger des European Challenge Cup automatisch für den Heineken Cup. Auf die Saison 2003/04 hin beschloss die Welsh Rugby Union, keine Vereinsmannschaften mehr zu entsenden, sondern regionale Auswahlteams.
Am 29. Mai 2012, kurz nach dem Endspiel der Saison 2011/12, meldete der Daily Telegraph, dass Premiership Rugby (Organisator der höchsten englischen Liga) am 1. Juni offiziell bekanntgeben werde, die Vereinbarung mit ERC bezüglich Teilnahme englischer Vereine nicht mehr zu erneuern. Es wurde erwartet, dass der französische Organisator Ligue nationale de rugby diesem Beispiel folge werde. Gefordert wurde eine Neustrukturierung des Wettbewerbs, bei dem die Teams aus Irland, Italien, Wales und Schottland nicht mehr automatisch qualifiziert wären. Weitere Forderungen waren die Reduktion des Teilnehmerfelds von 24 auf 20 Teams sowie eine (aus ihrer Sicht) ausgewogenere finanzielle Erfolgsbeteiligung.
In der Tat stellten die englischen und französischen Liga-Organisatoren am 1. Juni 2012 ihr neues Konzept Rugby Champions Cup vor und luden die anderen Teilnehmer des Heineken Cup ein, sich ihnen anzuschließen. Aufgrund einer zweijährigen Kündigungsfrist konnte der neue Wettbewerb jedoch nicht wie ursprünglich gewünscht bereits mit der Saison 2013/14 eingeführt werden. Im September 2012 gab Premiership Rugby außerdem den Abschluss eines vier Jahre gültigen Vertrages mit BT Sports bekannt. Demnach sollten die Übertragungsrechte für Liga- und Pokalspiele englischer Vereine für 152 Millionen Pfund verkauft werden. ERC vertrat den Standpunkt, dass Premiership Rugby gar nicht befugt sei, ein europäisches Turnier zu veranstalten und kündigte einen Vierjahresvertrag mit Sky Sports an. In der Folge kam es zu langwierigen Verhandlungen zwischen ERC, Liga-Organisatoren, Vereinen und nationalen Verbänden. Schließlich konnte am 10. April 2014 eine Einigung erzielt werden. An die Stelle von ERC trat die neue Organisation European Professional Club Rugby (EPRC), die seit der Saison 2014/15 die Nachfolgewettbewerbe European Rugby Champions Cup und EPCR Challenge Cup organisiert.
Am 31. Januar 2024 gab Organisator EPCR bekannt, dass die Endspiele um den European Rugby Champions Cup 2025 und 2026 in Cardiff (Principality Stadium) und Bilbao (San Mamés) stattfinden werden. Es hatten sich 12 Länder mit insgesamt 23 Stadien für die Austragung beworben.

## Liste der Endspiele
| Saison                       | Pokalsieger           | 2. Finalist           | Ergebnis     | Stadion                                   | Zuschauer    |
| Heineken Cup                 | Heineken Cup          | Heineken Cup          | Heineken Cup | Heineken Cup                              | Heineken Cup |
| ---------------------------- | --------------------- | --------------------- | ------------ | ----------------------------------------- | ------------ |
| 1995/96                      | Stade Toulousain      | Cardiff RFC           | 21:18 n. V.  | Cardiff Arms Park, Cardiff                | 21.800       |
| 1996/97                      | CA Brive              | Leicester Tigers      | 28:9         | Cardiff Arms Park, Cardiff                | 41.664       |
| 1997/98                      | Bath Rugby            | CA Brive              | 19:18        | Stade Lescure, Bordeaux                   | 36.500       |
| 1998/99                      | Ulster Rugby          | US Colomiers          | 21:6         | Lansdowne Road, Dublin                    | 49.000       |
| 1999/00                      | Northampton Saints    | Munster Rugby         | 9:8          | Twickenham Stadium, London                | 68.441       |
| 2000/01                      | Leicester Tigers      | Stade Français Paris  | 34:30        | Parc des Princes, Paris                   | 44.000       |
| 2001/02                      | Leicester Tigers      | Munster Rugby         | 15:9         | Millennium Stadium, Cardiff               | 74.600       |
| 2002/03                      | Stade Toulousain      | USA Perpignan         | 22:17        | Lansdowne Road, Dublin                    | 28.600       |
| 2003/04                      | Wasps RFC             | Stade Toulousain      | 27:20        | Twickenham Stadium, London                | 73.057       |
| 2004/05                      | Stade Toulousain      | Stade Français        | 18:12 n. V.  | Murrayfield Stadium, Edinburgh            | 51.326       |
| 2005/06                      | Munster Rugby         | Biarritz Olympique    | 23:19        | Millennium Stadium, Cardiff               | 74.534       |
| 2006/07                      | Wasps RFC             | Leicester Tigers      | 25:9         | Twickenham Stadium, London                | 81.076       |
| 2007/08                      | Munster Rugby         | Stade Toulousain      | 16:13        | Millennium Stadium, Cardiff               | 74.500       |
| 2008/09                      | Leinster Rugby        | Leicester Tigers      | 19:16        | Murrayfield Stadium, Edinburgh            | 66.523       |
| 2009/10                      | Stade Toulousain      | Biarritz Olympique    | 21:19        | Stade de France, Saint-Denis              | 78.962       |
| 2010/11                      | Leinster Rugby        | Northampton Saints    | 33:22        | Millennium Stadium, Cardiff               | 72.456       |
| 2011/12                      | Leinster Rugby        | Ulster Rugby          | 42:14        | Twickenham Stadium, London                | 81.774       |
| 2012/13                      | RC Toulon             | ASM Clermont Auvergne | 16:15        | Aviva Stadium, Dublin                     | 50.198       |
| 2013/14                      | RC Toulon             | Saracens              | 23:6         | Millennium Stadium, Cardiff               | 67.586       |
| European Rugby Champions Cup |                       |                       |              |                                           |              |
| 2014/15                      | RC Toulon             | ASM Clermont Auvergne | 24:18        | Twickenham Stadium, London                | 56.622       |
| 2015/16                      | Saracens              | Racing 92             | 21:9         | Parc Olympique Lyonnais, Décines-Charpieu | 58.017       |
| 2016/17                      | Saracens              | ASM Clermont Auvergne | 28:17        | Murrayfield Stadium, Edinburgh            | 55.272       |
| 2017/18                      | Leinster Rugby        | Racing 92             | 15:12        | San Mamés, Bilbao                         | 52.282       |
| 2018/19                      | Saracens              | Leinster Rugby        | 20:10        | St. James’ Park, Newcastle upon Tyne      | 51.930       |
| 2019/20                      | Exeter Chiefs         | Racing 92             | 31:27        | Ashton Gate Stadium, Bristol              | 0            |
| 2020/21                      | Stade Toulousain      | Stade Rochelais       | 22:17        | Twickenham Stadium, London                | 10.000       |
| 2021/22                      | Stade Rochelais       | Leinster Rugby        | 24:21        | Stade Vélodrome, Marseille                | 59.682       |
| 2022/23                      | Stade Rochelais       | Leinster Rugby        | 27:26        | Aviva Stadium, Dublin                     | 51.711       |
| 2023/24                      | Stade Toulousain      | Leinster Rugby        | 31:22 n. V.  | Tottenham Hotspur Stadium, London         | 61.531       |
| 2024/25                      | Union Bordeaux Bègles | Northampton Saints    | 28:20        | Millennium Stadium, Cardiff               | 70.225       |
| 2025/26                      |                       |                       | -:-          | San Mamés, Bilbao                         |              |

## Titel nach Verein
| Verein                | Sieger | 2. Platz | Gewonnen                                             |
| --------------------- | ------ | -------- | ---------------------------------------------------- |
| Stade Toulousain      | 6      | 2        | 1995/96, 2002/03, 2004/05, 2009/10, 2020/21, 2023/24 |
| Leinster Rugby        | 4      | 4        | 2008/09, 2010/11, 2011/12, 2017/18                   |
| Saracens              | 3      | 1        | 2015/16, 2016/17, 2018/19                            |
| RC Toulon             | 3      | 0        | 2012/13, 2013/14, 2014/15                            |
| Leicester Tigers      | 2      | 3        | 2000/01, 2001/02                                     |
| Munster Rugby         | 2      | 2        | 2005/06, 2007/08                                     |
| Stade Rochelais       | 2      | 1        | 2021/22, 2022/23                                     |
| Wasps RFC             | 2      | 0        | 2003/04, 2006/07                                     |
| Northampton Saints    | 1      | 2        | 1999/00                                              |
| CA Brive              | 1      | 1        | 1996/97                                              |
| Ulster Rugby          | 1      | 1        | 1998/99                                              |
| Bath Rugby            | 1      | 0        | 1997/98                                              |
| Exeter Chiefs         | 1      | 0        | 2019/20                                              |
| Union Bordeaux Bègles | 1      | 0        | 2024/25                                              |
| ASM Clermont Auvergne | 0      | 3        |                                                      |
| Racing 92             | 0      | 3        |                                                      |
| Biarritz Olympique    | 0      | 2        |                                                      |
| Stade Français        | 0      | 2        |                                                      |
| Cardiff RFC           | 0      | 1        |                                                      |
| US Colomiers          | 0      | 1        |                                                      |
| USA Perpignan         | 0      | 1        |                                                      |

## Titel nach Verband
| Verband    | Sieger | 2. Platz |
| ---------- | ------ | -------- |
| Frankreich | 13     | 16       |
| England    | 10     | 6        |
| Irland     | 7      | 7        |
| Wales      | 0      | 1        |